# 异叶兔儿风
异叶兔儿风（学名：Ainsliaea foliosa）是菊科兔儿风属的植物，为中国的特有植物。分布在中国大陆的云南等地，生长于海拔2,700米至4,300米的地区，常生长在山谷溪旁、山坡灌丛中以及高山冷杉林下，目前尚未由人工引种栽培。